# Lista över Nordens juvelvingar
Lista över Nordens juvelvingar.

## Underfamiljäkta juvelvingar(Lycaeninae)

### Tribusguldvingar(Lycaenini)
- Violett guldvinge (Lycaena helle)
- Violettkantad guldvinge (Lycaena hippothoe)
- Mindre guldvinge (Lycaena phlaeas)
- Kärrguldvinge (Lycaena dispar)
- Vitfläckig guldvinge (Lycaena virgaureae)
- Sotguldvinge (Lycaena tityrus)
- Ametistguldvinge (Lycaena alciphron)

## Underfamiljsnabbvingar(Theclinae)

### Tribus Theclini
- Eldsnabbvinge (Thecla betulae)
- Eksnabbvinge (Favonius quercus)

### Tribus Eumaeini
- Krattsnabbvinge (Satyrium ilicis)
- Busksnabbvinge (Satyrium pruni)
- Almsnabbvinge (Satyrium w-album)
- Grönsnabbvinge (Callophrys rubi)

## Underfamiljblåvingar(Polyommatinae)

### Tribus Polyommatini
- Mindre blåvinge (Cupido minimus)
- Kronillblåvinge (Cupido alcetas)
- Tosteblåvinge (Celastrina argiolus)
- Fetörtsblåvinge (Scolitantides orion)
- Åsblåvinge (Scolitantides vicrama)
- Klöverblåvinge (Glaucopsyche alexis)
- Alkonblåvinge (Maculinea alcon)
- Svartfläckig blåvinge (Maculinea arion)
- Puktörneblåvinge (Polyommatus icarus)
- Väpplingblåvinge (Polyommatus dorylas)
- Silverblåvinge (Polyommatus amandus)
- Rödfläckig blåvinge (Aricia agestis)
- Turkos blåvinge (Aricia nicias)
- Midsommarblåvinge (Aricia artaxerxes)
- Kronärtsblåvinge (Plebejus argyrognomon)
- Högnordisk blåvinge (Plebejus aquilo)
- Ljungblåvinge (Plebejus argus)
- Hedblåvinge (Plebejus idas)
- Fjällvickerblåvinge (Plebejus orbitulus)
- Violett blåvinge (Agriades optilete)
- Långsvansad blåvinge (Lampides boeticus)
- Trädgårdsblåvinge (Cacyreus marshalli)
- Ängsblåvinge (Cyaniris semiargus)
- Brun blåvinge (Eumedonia eumedon)
- Kortsvansad blåvinge (Everes argiades)

## Sorterbar lista med utbredningsområden
Här nedan finns en sorterbar lista över merparten arter som förekommer i Norden. Ordningen mellan länderna i kolumnen Utbredning är tänkt att ungefärligen avspegla individtätheten, med länderna ordnade i sjunkande ordning efter denna.
| Tribus      | Trivialnamn             | Vetenskapligt namn    | Utbredning                       |
| ----------- | ----------------------- | --------------------- | -------------------------------- |
| Blåvingar   | Kortsvansad blåvinge    | Cupido argiades       | Finland, Sverige                 |
| Blåvingar   | Mindre blåvinge         | Cupido minimus        | Danmark, Sverige, Norge, Finland |
| Blåvingar   | Ängsblåvinge            | Cyaniris semiargus    | Sverige, Finland, Norge, Danmark |
| Blåvingar   | Klöverblåvinge          | Glaucopsyche alexis   | Sverige, Norge, Finland, Danmark |
| Blåvingar   | Silverblåvinge          | Polyommatus amandus   | Sverige, Finland, Norge, Danmark |
| Blåvingar   | Puktörneblåvinge        | Polyommatus icarus    | Norge, Danmark, Sverige, Finland |
| Blåvingar   | Väpplingblåvinge        | Polyommatus dorylas   | Sverige                          |
| Blåvingar   | Svartfläckig blåvinge   | Maculinea arion       | Sverige, Danmark, Finland        |
| Blåvingar   | Alkonblåvinge           | Maculinea alcon       | Sverige, Danmark                 |
| Blåvingar   | Tosteblåvinge           | Celastrina argiolus   | Finland, Danmark, Sverige, Norge |
| Blåvingar   | Fetörtsblåvinge         | Scolitantides orion   | Sverige, Finland, Norge          |
| Blåvingar   | Åsblåvinge              | Scolitantides vicrama | Finland                          |
| Blåvingar   | Ljungblåvinge           | Plebejus argus        | Finland, Sverige, Norge, Danmark |
| Blåvingar   | Hedblåvinge             | Plebejus idas         |                                  |
| Blåvingar   | Kronärtsblåvinge        | Plebejus argyrognomon |                                  |
| Blåvingar   | Violett blåvinge        | Plebejus optilete     |                                  |
| Blåvingar   | Fjällvickerblåvinge     | Albulina orbitulusa)  |                                  |
| Blåvingar   | Högnordisk blåvinge     | Agriades aquilo       |                                  |
| Blåvingar   | Rödfläckig blåvinge     | Aricia agetis         |                                  |
| Blåvingar   | Midsommarblåvinge       | Aricia artaxerxes     |                                  |
| Blåvingar   | Brun blåvinge           | Aricia eumedon        |                                  |
| Blåvingar   | Turkos blåvinge         | Aricia nicias         |                                  |
| Guldvingar  | Mindre guldvinge        | Lycaena phlaeas       |                                  |
| Guldvingar  | Vitfläckig guldvinge    | Lycaena virgaureae    |                                  |
| Guldvingar  | Violett guldvinge       | Lycaena helle         |                                  |
| Guldvingar  | Violettkantad guldvinge | Lycaena hippothoe     |                                  |
| Guldvingar  | Kärrguldvinge           | Lycaena dispar        |                                  |
| Guldvingar  | Sotguldvinge            | Lycaena tityrus       |                                  |
| Snabbvingar | Grönsnabbvinge          | Callophrys rubi       |                                  |
| Snabbvingar | Eksnabbvinge            | Favonius quercus      |                                  |
| Snabbvingar | Almsnabbvinge           | Satyrium w-album      |                                  |
| Snabbvingar | Busksnabbvinge          | Satyrium pruni        |                                  |
| Snabbvingar | Krattsnabbvinge         | Satyrium ilcis        |                                  |
| Snabbvingar | Eldsnabbvinge           | Thecla betulae        |                                  |

a) Kallas även Plebejus orbitulus.